# Orquesta Ciudad de Almería
La Orquesta Ciudad de Almería, OCAL, es la orquesta sinfónica de la ciudad española de Almería, fundada en el año 2001 y que daría su primer concierto el 22 de diciembre de dicho año. Es promovida y gestionada por la Asociación Cultural Amigos de la Orquesta Ciudad de Almería.

## Historia
Tras su fundación ha contado con la colaboración de intérpretes y directores de renombre entre los que cabe citar a Vladímir Áshkenazi, Maxim Vengerov, Pablo González, Svetlin Roussev, Ara Malikian, Juan Francisco Padilla, Christophe Coin, Mei-Ting Sun, India Martínez, Lavard Skou Larsen o Plácido Domingo. Entre sus actividades destacan los conciertos al aire libre en el puerto de Almería durante la Feria de Almería, conciertos de Año Nuevo, participación en la Ceremonia de Inauguración de los XV Juegos Mediterráneos de 2005 celebrados en Almería (junto con Juan Manuel Serrat o David Bisbal), giras patrocinadas por Cajamar, festivales como el Certamen Internacional de Guitarra Clásica Julián Arcas o “Clásicos en el Parque”, y ensayos abiertos al público infantil.
Actúa en ocasiones junto con el Coro y la Orquesta Joven Ciudad de Almería (OJAL), cantera de la OCAL, siendo su director actual (2011) el británico Michael Thomas y su coordinador artístico y concertino José Ángel Vélez. La OCAL recibe el patrocinio de diversas entidades públicas y financieras.

### Orquesta Joven de Almería y Coros
La OJAL fue creada en 2003 para la preparación musical y la adquisición de experiencia con orquesta para jóvenes músicos almerienses. Las orquestas cuentan con un lugar estable para ensayos en el Edificio Polivalente de El Toyo. Surgida como cantera de la Orquesta de Almería, está integrada por 94 músicos de la provincia de Almería, con edades entre los siete y los dieciocho años, y un coro infantil formado por treinta niños de entre siete y quince años de edad. El Coro para la Orquesta se crea en agosto de 2006, formado por unas 105 voces que actúan con la OCAL (como en la interpretación del Carmina Burana o en los conciertos de Navidad) o a capela. El Coro está dirigido por Román Barceló.